# Чгена
Чгена або сана — сир або сирна маса, що походить з Індійського субконтиненту. Виготовлена вона з молока водяного буйвола або звичайного коров'ячого молока шляхом додавання лимонного соку чи лактат кальцію, замість сичугу та проціджування. Він дуже схожий на сир або аналогічний йому зернений сир, але є безформним.
Чгена пресують в форми фермерського сиру, або лише формують у кульки, щоб зробити десерти, такі як хіра сагара, разабалі, чгена кхеері, та рас малай. З неї роблять також солодощі з індійського субконтиненту такі як чгена гаджа, чгена джалебі, пантуа, чгена пода, сандеш та расгулла. Для солодощів використовується переважно коров'яче молоко чгена. Ще його можуть додатково обробити для виготовлення паніру.
Виробництво чгени в Індії у 2009 році становило 200 000 тонн. У штаті Уттар-Прадеш виробництво чгени було найвищим, а споживання було найвищим у штаті Західна Бенгалія.

## Історія
До XVIII століття, коли до Індії прибули португальці, згадок про чгену, чи її використання, не знайдено. Крім того, сир з коров'ячого молока є табу для прихильників індуїзму і продовжується донині. Португальці в Бенгалії та Одіші ввели чгену в десерт та приготування солодкого. Цукерки на основі сиру чгена були створені кондитерськими виробниками, відомими як «морія». Традиційно для бенгальців закінчувати їжу солодким, який відомий як «мадхурена самапаєт».
Манасолласа рекомендує для приготування чгени додавати кислу речовину до кип'яченого молока, після чого осад відокремлювати.